# Heteromyia orellana
Heteromyia orellana är en tvåvingeart som först beskrevs av Roback 1957.  Heteromyia orellana ingår i släktet Heteromyia och familjen svidknott.
Artens utbredningsområde är Peru. Inga underarter finns listade i Catalogue of Life.